# Tabas
Tabas (persiska: Ţabas, طبس) är en ort i Iran.   Den ligger i provinsen Sydkhorasan, i den centrala delen av landet, 600 km öster om huvudstaden Teheran. Tabas ligger 669 meter över havet och antalet invånare är 49 993.
Terrängen runt Tabas är lite kuperad. Trakten runt Tabas är nära nog obefolkad, med mindre än två invånare per kvadratkilometer. Tabas är det största samhället i trakten. Trakten runt Tabas är ofruktbar med lite eller ingen växtlighet.